# Chanel Cresswell
 Chanel Cresswell  (nascida em 23 de janeiro de 1990) é uma atriz britânica, mais conhecida por trabalhar no filme This Is England e This Is England '86, onde interpreta a personagem Kelly.

## Biografia
Cresswell cresceu em Codnor, em Derbyshire, e se formou na Aldercar Community Language College. Ela tem uma irmã chamada Charlotte.
Além de aparecer no filme This Is England, Cresswell apareceu também em alguns curta-metragens e séries televisivas. Ela apareceu em Butterfly, Bale e em Wish 143, antes de ir trabalhar em Dive, uma série que passava na televisão.